# Steno
Stefano Vanzina, művésznevén Steno (Róma, 1917. január 19. – Róma, 1988. március 12.) olasz filmrendező, forgatókönyvíró és operatőr. Főleg Bud Spencer főszereplésével készült filmjeiről ismert, így pl. a Piedone-filmek, a Banános Joe valamint Az óriási nyomozó című olasz filmsorozat. Két fia Enrico Vanzina (1949–) forgatókönyvíró és Carlo Vanzina (1951–2018) filmrendező, producer, utóbbitól való unokája Isotta Vanzina színésznő.

## Filmográfia
- 1949 - Toto lakást keres (Totò cerca casa) ... rendező
- 1950 - Kutyaélet (Vita da cani) ... forgatókönyvíró, rendező
- 1951 - Rendőrök és tolvajok (Guardie e ladri) ... rendező
- 1951 - Oké, Néró (O.K. Nerone) ... történetíró, forgatókönyvíró
- 1953 - Hűtlen asszonyok (Le infedeli) ... rendező
- 1953 - Régi idők mozija (Cinema d’altri tempi) ... rendező
- 1954 - Egy nap a bíróságon (Un giorno in pretura) ... forgatókönyvíró, rendező
- 1956 - Fiam, Néró (Mio figlio Nerone) ... forgatókönyvíró, rendező
- 1960 - Egy katona meg egy fél (Un militare e mezzo) ... forgatókönyvíró, rendező
- 1960 - Van, aki hidegen szereti (A noi piace freddo...!) ... történetíró, forgatókönyvíró, rendező
- 1962 - Toto diabolicus ... rendező
- 1963 - Két ezredes (I due colonnelli) ... rendező
- 1967 - Dorellik jön! (Arrriva Dorellik) ... rendező
- 1967 - Az altábornagy lány (La feldmarescialla Rita fugge... lui corre... egli scappa) ... rendező
- 1968 - Vörös rózsák Angelikának (Rose rosse per Angelica) ... forgatókönyvíró, rendező
- 1968 - Olasz capriccio (Capriccio all’italiana) ... rendező
- 1972 - A rendőrség megköszöni (La polizia ringrazia) ... történetíró, rendező
- 1973 - Piedone, a zsaru (Piedone lo sbirro) ... rendező
- 1973 - Egy olasz pap New Yorkban (Anastasia mio fratello) ... rendező
- 1974 - A rendőrnő (La Poliziotta) ... rendező
- 1975 - Piedone Hongkongban (Piedone a Hong Kong) ... rendező
- 1977 - Piedone Afrikában (Piedone l’africano) ... rendező
- 1977 - Kettős gyilkosság (Doppio delitto) ... forgatókönyvíró, rendező
- 1977 - Három tigris három tigris ellen (Tre tigri contro tre tigri) ... rendező
- 1978 - Szerelmeim (Amori miei) ... rendező
- 1979 - Piedone Egyiptomban (Piedone d'Egitto) ... rendező
- 1980 - A féltékenység tangója (Il tango della gelosia) ... forgatókönyvíró, rendező
- 1981 - Banános Joe (Banana Joe) ... forgatókönyvíró, rendező
- 1982 - Bonnie és Clyde olasz módra (Bonnie e Clyde all’italiana) ... rendező
- 1988 - Az óriási nyomozó (olasz filmsorozat) (Big Man) ... forgatókönyvíró, rendező

## Fordítás
- Ez a szócikk részben vagy egészben  a   Steno című olasz Wikipédia-szócikk fordításán alapul.  Az eredeti cikk szerkesztőit annak laptörténete sorolja fel. Ez a jelzés csupán a megfogalmazás eredetét és a szerzői jogokat jelzi, nem szolgál a cikkben szereplő információk forrásmegjelöléseként.